# Filmographie sur les sous-marins
 (janvier 2021).
La mise en forme du texte ne suit pas les recommandations de Wikipédia : il faut le « wikifier ».
Les points d'amélioration suivants sont les cas les plus fréquents. Le détail des points à revoir est peut-être précisé sur la page de discussion.
- Les titres sont pré-formatés par le logiciel. Ils ne sont ni en capitales, ni en gras.
- Le texte ne doit pas être écrit en capitales (les noms de famille non plus), ni en gras, ni en italique, ni en « petit »…
- Le gras n'est utilisé que pour surligner le titre de l'article dans l'introduction, une seule fois.
- L'italique est rarement utilisé : mots en langue étrangère, titres d'œuvres, noms de bateaux, etc.
- Les citations ne sont pas en italique mais en corps de texte normal. Elles sont entourées par des guillemets français : « et ».
- Les listes à puces sont à éviter, des paragraphes rédigés étant largement préférés. Les tableaux sont à réserver à la présentation de données structurées (résultats, etc.).
- Les appels de note de bas de page (petits chiffres en exposant, introduits par l'outil «  Source ») sont à placer entre la fin de phrase et le point final[comme ça].
- Les liens internes (vers d'autres articles de Wikipédia) sont à choisir avec parcimonie. Créez des liens vers des articles approfondissant le sujet. Les termes génériques sans rapport avec le sujet sont à éviter, ainsi que les répétitions de liens vers un même terme.
- Les liens externes sont à placer uniquement dans une section « Liens externes », à la fin de l'article. Ces liens sont à choisir avec parcimonie suivant les règles définies. Si un lien sert de source à l'article, son insertion dans le texte est à faire par les notes de bas de page.
- La présentation des références doit suivre les conventions bibliographiques. Il est recommandé d'utiliser les modèles {{Ouvrage}}, {{Chapitre}}, {{Article}}, {{Lien web}} et/ou {{Bibliographie}}. Le mode d'édition visuel peut mettre en forme automatiquement les références.
- Insérer une infobox (cadre d'informations à droite) n'est pas obligatoire pour parachever la mise en page.

Pour une aide détaillée, merci de consulter Aide:Wikification.
Si vous pensez que ces points ont été résolus, vous pouvez retirer ce bandeau et améliorer la mise en forme d'un autre article.

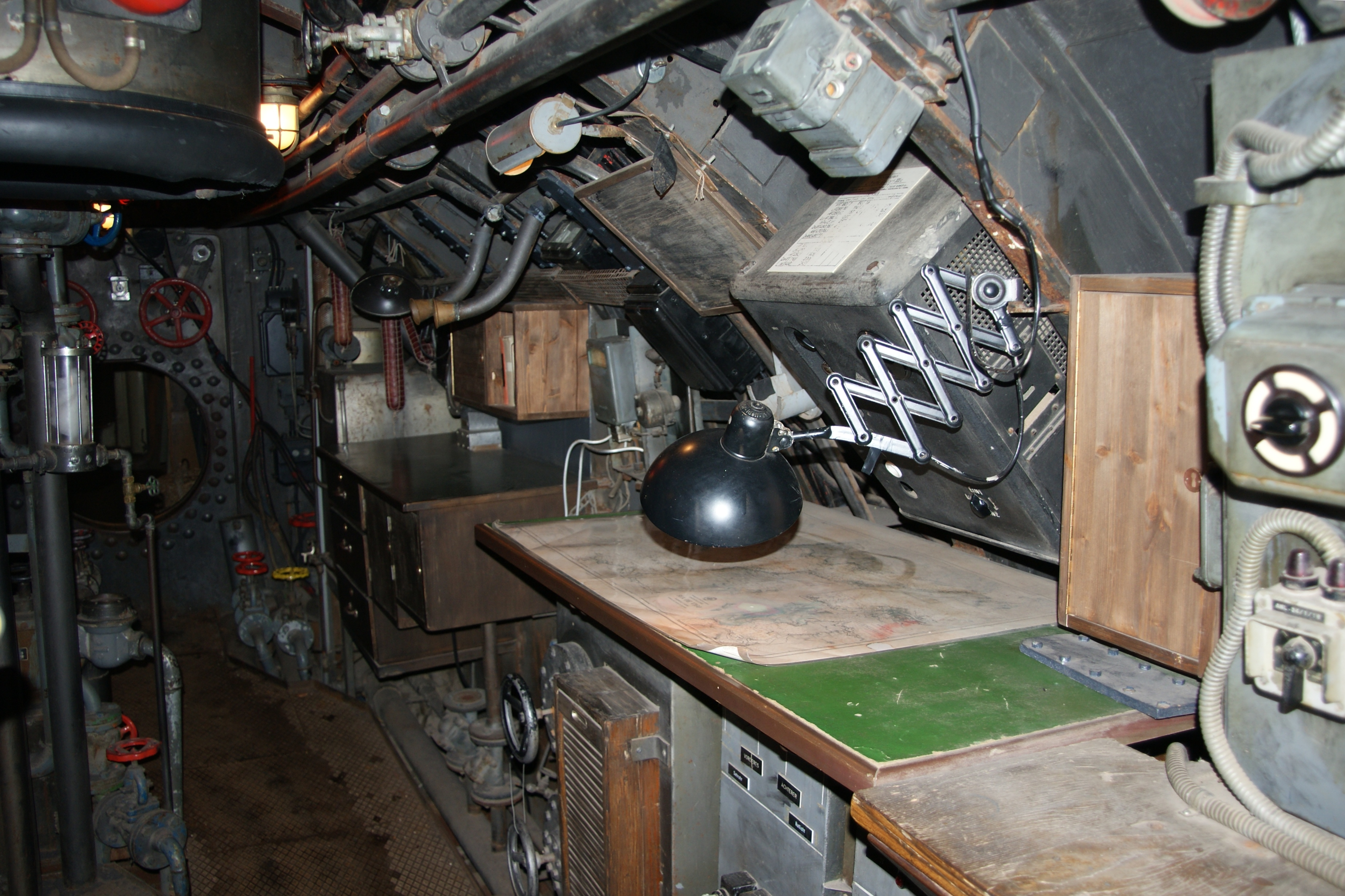
Le décor exigu et rempli d'équipements d'un film traitant d'un sous-marin (Das Boot, 1981).

Les films de sous-marins concernent les représentations de ces derniers dans des productions cinématographiques et télévisuelles, depuis le début du XXe siècle.

## Histoire
Les œuvres cinématographiques mettant en scène les sous-marins sont généralement un sous-genre des films de guerre dans lequel la majorité de l'intrigue tourne autour de la mission d'un sous-marin en mer. Les films se concentrent habituellement sur un équipage restreint, déterminé à lutter contre d’autres sous-marins, des navires ou des avions ennemis qui les traquent. Les sous-mariniers sont confrontés à des situations problématiques allant de différends entre les membres de l'équipage, des menaces de mutinerie envers le capitaine, de pannes mécaniques mettant en danger la vie de tous ou plus simplement des difficultés quotidiennes de vivre à bord d'un sous-marin (manque d'espace vital, absence de la lumière du soleil, privation d'air frais, en particulier).
Ce genre de film joue également sur la tension psychologique de l'équipage qui se bat contre un ennemi invisible, incarné uniquement par un environnement sonore, pouvant parfois mener à la folie. Celui-ci peut comporter des explosions de mines marines, le bruit du sonar indiquant l’hélice d’un destroyer ou le chuintement d'une torpille en approche, l'alarme ordonnant au sous-marin de plonger et le grincement de la coque du sous-marin sous une pression extrême, qui tente d’échapper à son poursuivant.
Entre 1910 et 2010, quelque 150 films ont été réalisés, montrant des sous-marins. Tous les thèmes sont abordés : histoires à peu près réalistes se déroulant durant une guerre historique, ou scénarios purement fictifs voire fantastiques.

## Caractéristiques
Les films de sous-marins possèdent leurs propres codes et des caractéristiques spécifiquement concernés par la guerre sous-marine.
Un élément distinctif de ce genre est la bande-son, qui tente de faire ressortir la nature émotionnelle et dramatique des conflits sous les mers. Par exemple dans Das Boot, la conception sonore fonctionne avec le format de film d'une durée de plusieurs heures pour décrire une longue poursuite alternante entre des plongées et des remontées dans une mer souvent déchainée.
La structure de base des films de sous-marins suit un principe général : « l'extérieur est mauvais, l'intérieur est bon ». L'extérieur, invisible, recèle l'ennemi, qu’il s’agisse de la nature avec ses éléments tels que la pression de l'eau menaçant d'écraser la coque, la mer ou l'océan remplie de monstres ou d’adversaires humains. À contrario, l'intérieur du sous-marin exprime la chaleur humaine et la confiance des membres d'équipage les uns envers les autres, ainsi que pour leur capitaine. Les vies des sous-mariniers sont toutes liées ensemble par la situation agressive. À ce scénario peuvent être ajoutés des éléments de l'intérieur tels que le risque de mutinerie, celui de la discorde entre matelots ou la survenance d'accidents.
Le paysage sonore est à la fois réaliste et métaphorique, représentant la peur et la responsabilité qui pèsent sur les épaules de chaque membre de l'équipage. Le stress peut en outre être exprimé de manière sonore par la signature acoustique de menaces spécifiquement sous-marines, telles que le bruit grandissant de l'hélice d'un destroyer en approche, le bourdonnement croissant d'une torpille ennemie ou la propre alarme et l'agitation du sous-marin amorçant une plongée immédiate et rapide. Le silence est un autre élément de nature sonore, moins souvent remarqué ; il signifie à la fois la sécurité, rien ne se passe, autant que le danger, pour ne pas se faire repérer, ce qui engendre des tensions hautement palpables.

## Liste de films et d'émissions télévisées
La liste qui suit regroupe des films mettant en scène un sous-marin qui joue un rôle important dans l'intrigue ou qui apparaît simplement dans le film. La liste comprend des films historiques, de science-fiction et fantastiques.

### L'action de l'œuvre est située avant la Première Guerre mondiale
Sauf indication contraire, les informations mentionnées dans cette section peuvent être confirmées par la base de données cinématographiques IMDb,  présente dans la section « Liens externes ».
- 1936 : Hearts in Bondage réalisé par Lew Ayres ; Drame Américain qui relate l'affrontement qui eut lieu dans l'embouchure de la James River entre les deux cuirassés CSS Virginia et USS Monitor en 1862.
- 1939 : La Flotille des poubelles (The Ash Can Fleet) de Fred Zinnemann : Pendant la Révolution américaine un inventeur met au point un prototype de sous marin en vue de couler un navire anglais qui bloque l'accès au Port de New York.
- 1942 : Geheimakte W.B.1 réalisé par Herbert Selpin ; le film raconte l'histoire d'un ingénieur allemand qui tente de concevoir un sous marin au XIXe siècle.
- 1978 : Les Brigades du Tigre, série policière historique. L'épisode 4 de la saison 4, Cordialement vôtre montre comment l'Entente cordiale permit la mise au point commun d'un nouveau sous-marin moderne sur fond d'espionnage à la veille de la Grande Guerre.
- 1991 : Ironclads de Ted Turner, téléfilm américain sur les événements derrière la création de CSS Virginia à partir des restes de l'USS Merrimack et de la bataille entre le Merrimack et l'USS Monitor dans la bataille de Hampton Roads, le 8 mars 1862.
- 1999 : CSS Hunley, le premier sous-marin, réalisé par John Gray ; téléfilm américain qui relate l'histoire de la modernisation de la Marine Confédérée avec les tout premiers cuirassés ainsi que du sous-marin durant la Guerre de Sécession.

### L'action de l'œuvre est située avant la Seconde Guerre mondiale
Sauf indication contraire, les informations mentionnées dans cette section peuvent être confirmées par la base de données cinématographiques IMDb,  présente dans la section « Liens externes ».
- 1915 :

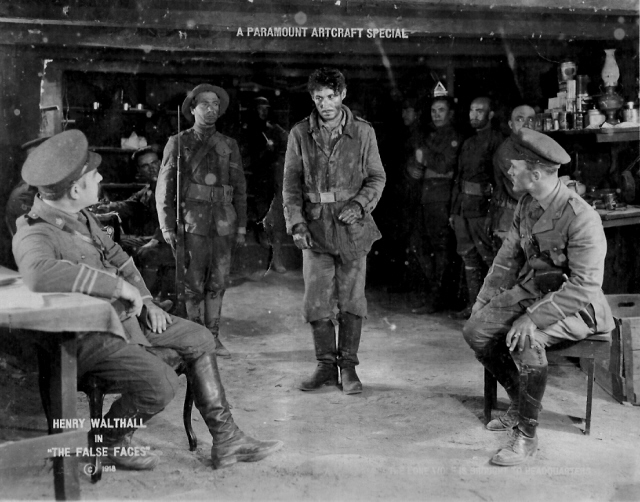
Scène du film Périlleuse Mission avec Henry B. Walthall au centre de l'image.

  - The Secret of the Submarine réalisé par George L. Sargent (it) ; film américain où les héros doivent empêcher un sous-marin de tomber entre les mains de puissances étrangères, la Russie ou le Japon.
  - Le Sous-marin pirate réalisé par Charles Avery et Syd Chaplin ; comédie américaine dans laquelle les protagonistes tentent désespérément de voler la cargaison d'un navire marchand chargé d'or à l'aide d'un sous-marin.
- 1916 : Civilisation réalisé par Reginald Barker, Thomas H. Ince et Raymond B. West ; film allégorique montrant un commandant de sous-marin allemand qui se voit aller aux Enfers mais fini par être sauvé par le Christ après que ce dernier lui ait montré l'horreur de la guerre.
- 1917 : La Petite Américaine réalisé par Cecil B. DeMille et Joseph Levering ; film américain qui relate les mésaventures d'Angela, une jeune Américaine qui se rendait en Europe lorsque son bateau est coulé par un sous-marin allemand. Elle parvient en France, pour découvrir à quel point la guerre a ravagé son pays d'origine.
- 1918 :
  - On the Jump réalisé par Raoul Walsh ; comédie dramatique américaine où Jack Bartlett doit sauver sa fiancée ainsi qu'une formule secrète de carburant retenues à bord d'un sous-marin allemand.
  - Patriotism réalisé par Raymond B. West ; film de guerre américain où Robin Cameron démasque un espion qui envoie des messages à une flotte de sous-marins allemands au large des côtes irlandaises.
  - Sin dejar rastros réalisé par Quirino Cristiani ; film d'animation, argentin, qui présente l'histoire authentique d'un sous-marin allemand qui torpille un bateau argentin afin de contraindre l'Argentine à déclarer la guerre aux Alliés.
- 1919 :
  - Périlleuse Mission réalisé par Irvin Willat ; film de guerre américain qui montre Lone Wolf, voleur professionnel au service des américains, s'échapper d'un navire par l'intermédiaire d'un sous-marin allemand.
  - Behind the Door (en) réalisé par Irvin Willat ; film de guerre dramatique où deux anciens amis officiers de marine se lancent dans un duel à mort par bateau et sous-marin interposés.
  - The Isle of Conquest (en) réalisé par Irvin Willat ; film américain où le bateau de croisière des protagonistes est torpillé par un sous-marin, contraignant les survivants à occuper une île déserte.
- 1926 :
  - L'Aigle bleu réalisé par John Ford, l'équipage d'un navire américain doit repousser l'attaque d'un sous-marin.
  - Mare Nostrum réalisé par Rex Ingram ; film américain qui se déroule pendant la Première Guerre mondiale et suit Ulysse Ferragut, un marin marchand espagnol, qui œuvre avec un espion tout en étant poursuivi par un sous-marin allemand l'U-35.
- 1928 :
  - L'Épave vivante réalisé par Frank Capra ; film dramatique où l'amitié entre deux amis est mise à rude épreuve pour l'amour d'une femme jusqu'à ce que l'un des deux se fasse piéger à bord d'un sous-marin avant d'être secouru par son ami.
  - Q-Ships réalisé par Geoffrey Barkas et Michael Barringer ; durant la Première Guerre mondiale, l'action décrit la lutte entre un navire-leurre anglais et un sous marin allemand.
- 1929 : Drei Tage auf Leben und Tod - aus dem Logbuch der U.C.1 d'Heinz Paul ; Un sous-marin allemand se retrouve pendant trois jours dans un état critique après une mission dans l'Atlantique.
- 1930 : Hommes sans femmes réalisé par John Ford ; film américain où le sous-marin S-13 sombre dans la mer, après s'être fait éperonner accidentellement par un bateau, alors qu'il est seulement possible de sauver les hommes par l'extérieur, tandis que l'oxygène s'épuise à bord.
- 1931 :
  - A Woman of Experience (en) réalisé par Harry Joe Brown ; film dramatique américain se déroulant pendant la Première Guerre mondiale mêlant espionnage et romantisme entre Elsa Elsbergen et le lieutenant sous-marinier Karl Runyi.
  - Le Corsaire de l'Atlantique réalisé par John Ford ; Bob Kingsley est le commandant d'un navire-leurre dont le but est de détruire l'U-172 (bateau fictif de la Première Guerre mondiale).
  - The Sea Ghost (en) réalisé par William Nigh ; film américain où le lieutenant de marine Greg Winters tente de se venger de Karl Ludwig, le commandant d'un sous-marin qui torpilla le navire Alatania durant la Première Guerre mondiale.
  - Suicide Fleet d'Albert S. Rogell ; pendant la Première Guerre mondiale, un navire américain affronte un sous marin allemand.
- 1932 :
  - Le Démon du sous-marin réalisé par Marion Gering : film américain qui suit un commandant de sous-marin aliéné par sa femme, en raison de sa jalousie insensée envers chaque homme à qui elle parle. Le commandant pousse cette dernière dans les bras d'un beau lieutenant, puis commet un acte tragique.
  - La Femme de Monte Carlo réalisé par Michael Curtiz : durant la Première Guerre mondiale, un navire français, le La Fayette, se fait torpiller par un sous marin.
- 1933 :
  - Morgenrot réalisé par Gustav Ucicky ; film allemand de propagande nazie qui retrace l'histoire de l'U-202 (bateau fictif) pendant la Grande Guerre, coulé par un destroyer britannique. Les membres d'équipage survivants, après le sacrifice des officiers, font connaître leurs actes de bravoure.
  - Hell Below réalisé par Jack Conway ; film américain dépeignant la guerre sous-marine dans la mer Adriatique durant la Première Guerre mondiale, notamment le sous-marin américain AL-14 envoyé combattre la marine impériale allemande.
- 1936 : L'amiral mène la danse de Roy Del Ruth : un marin rencontre une star de Broadway à bord d'un sous marin.
- 1937 :
  - Le Mystère de la Section 8 réalisé par Victor Saville ; film d'espionnage britannique où un U-Boot allemand arrête un cargo néerlandais en route pour Stockholm pendant la dernière année de la Première Guerre mondiale.
  - Sous-marin D-1 réalisé par Lloyd Bacon ; film américain présentant deux officiers de sous-marin de la United States Navy stationnés au Panama, qui sur la terre ferme se disputent pour la jolie Ann Sawyer, bien qu'en mer ils soient inséparables.
  - La Danseuse de San Diego de Erle C. Kenton : film américain où deux officiers d'un sous-marin, chaque fois qu'ils descendent à terre, se battent pour avoir les faveurs de Carmen, une danseuse de cabaret, qui finit par épouser l'un d'eux, mais le trompe ensuite avec l'autre.
- 1938 : Patrouille en mer réalisé par John Ford ; film américain où Perry Townsend III, officier de la de marine, est rétrogradé pour négligence et mis au commandement d'un chasseur de sous-marins délabré doté d'un équipage hétéroclite.
- 1939 : L'Espion noir réalisé par Michael Powell ; film britannique montrant un commandant de sous-marin allemand de la Première Guerre Mondiale, le capitaine Hardt, recevant des informations d'un espion en vue de couler des convois alliés.
- 2021 : The King's Man : Première Mission : un U-Boot commandé par un adjoint du Berger s'en prend au navire des héros.

### L'action de l'œuvre est située durant la Seconde Guerre mondiale
Sauf indication contraire, les informations mentionnées dans cette section peuvent être confirmées par la base de données cinématographiques IMDb,  présente dans la section « Liens externes ».
- 1939 :
  - Three Little Sew and Sews réalisé par Del Lord ; comédie américaine où les protagonistes se font passer pour des officiers de l'Amirauté et manipuler par des espions étrangers pour voler un sous-marin.
  - Chetvyortyy periskop réalisé par Viktor Eisymont ; film soviétique sans synopsis connu.
  - Tonnerre sur l'Atlantique réalisé par George B. Seitz ; film américain où deux amis vont s'engager dans la marine lors de la Grande Guerre pour combattre la menace sous-marine allemande.
- 1940 : 
  - Convoy de Pen Tennyson : un convois de navires britanniques est harceler par un U-Boot.
  - Escape to glory de John Brahm : le film tourne autour de l'attaque d'un navire anglais par un sous-marin allemand.
  - The Phantom Submarine de Charles Barton : l'équipage d'un navire américain est confronté à un sous marin allemand.
- 1941 :
  - S.O.S. 103 réalisé par Francesco De Robertis ; film italien qui montre l'épopée du croiseur sous-marin A 103 qui se pose endommagé au fond de la mer après être entré en collision avec un navire de ravitaillement. S'organisent alors de délicates tentatives de sauvetage du bateau et de son équipage.
  - 49e Parallèle réalisé par Michael Powell ; film britannique montrant la Seconde Guerre mondiale où un sous-marin allemand coule un navire près des côtes canadiennes. Aussitôt, il tente un repli stratégique vers la baie d'Hudson mais il est repéré et bombardé.
  - Sous-marin, en avant ! (U-Boote westwärts !) réalisé par Günther Rittau ; film de propagande nazie faisant la promotion de la Kriegsmarine, à travers les exploits du U-123 en mission dans la mer du Nord.
  - The Ghost of St. Michael's réalisé par Marcel Varnel ; comédie britannique sur fond de meurtres inexpliqués se déroulant dans un collège écossais où agit un réseau d'espions nazis communiquant de nuit avec un sous-marin.
- 1942 :
  - Atlantic Convoy de Lew Landers : des sous-marins allemands perturbent les convois alliés dans l'Atlantique.
  - Don Winslow of the Navy de Ford Beebe et Ray Taylor : film américain se passant dans le Pacifique où un commandant de l'US Navy découvre l'existence d'une base secrète de sous-marins allemands sur l'île fictive de Tangita.
  - Requins d'acier (Alfa Tau) : film italien de Francesco De Robertis, un film de guerre sous-marin entre le sous-marin Enrico-Toti et le HMS Triad.
  - You're a Sap, Mr. Jap de Dan Gordon : dessin animé de court métrage américain de propagande où Popeye le marin à bord d'un navire de l'US Navy doit combattre un sous-marin japonais.
  - Submarine Raider de Lew Landers et Budd Boetticher : film américain dans lequel l'équipage d'un navire de l'US Navy coulé en mer est sauvé par le sous-marin Serpent des Mers.
- 1943 :
  - Corvette K-225 de Richard Rosson et Howard Hawks : le navire du héros est torpillé par un U-Boot.
  - Spinach Fer Britain de Izzy Sparber : dessin animé court métrage de propagande américain où Popeye le marin doit convoyer avec son navire une cargaison d'épinard vers la Grande-Bretagne mais se retrouve aux prises avec des U-Boote.
  - San Demetrio London de Charles Frend : film dramatique britannique retraçant l'histoire vraie du navire marchand britannique San Demetrio qui fut la cible des U-Boote en 1940.
  - Close Quarters réalisé par Jack Lee ; film de guerre et documentaire britannique, on suit les péripéties du sous-marin de classe T de la Royal Navy, le HMS Tyrant, faire ses patrouilles en mer du Nord au large de la Norvège.
  - Du sang sur la neige de Raoul Walsh ; au début du film, un sous marin allemand débarque des saboteurs au Canada.
  - Requins d'acier réalisé par Archie Mayo ; film américain dépeignant le sous-marin USS Corsair qui opère sous l'océan Atlantique à la poursuite d'U-Boote faisant la chasse aux navires marchands alliés.
  - Convoi vers la Russie réalisé par Lloyd Bacon ; film américain où le navire de guerre du héros est torpillé dans l'Atlantique Nord mais dont le capitaine réussira à ramener le bateau à bon port.
  - Podvodnaya lodka T-9 réalisé par Alexandre Ivanov ; film soviétique sans synopsis connu.
  - Destination Tokyo réalisé par Delmer Daves ; film de guerre américain où le sous-marin USS Copperfin est envoyé secrètement dans la baie de Tokyo, afin d'obtenir des informations en vue de préparer le bombardement de la capitale nippone.
  - Gung Ho! réalisé par Ray Enright ; film de guerre américain qui relate la première réplique militaire à l'attaque japonaise de Pearl Harbor (le raid de Makin en 1942) dépeignant, entre autres choses, la cohabitation d'une troupe de Marines à l'intérieur de sous-marins de l'US Navy.
  - The Silver Fleet réalisé par Vernon Sewell et Gordon Wellesley ; film de guerre britannique qui raconte l'obligation pour un industriel néerlandais de construire des sous-marins pour la Marine allemande dans ses chantiers navals.
  - Submarine Alert réalisé par Frank McDonald ; film américain qui montre le système de fonctionnement des messages radios entre sous-marins allemands et japonais tandis que les Anglais tentent de déchiffrer les codes ennemis.
  - Submarine Base réalisé par Albert H. Kelley ; film américain qui tourne autour d'une base navale secrète où se ravitaillent en torpilles les sous-marins allemands.
  - Plongée à l'aube réalisé par Anthony Asquith ; film de propagande britannique qui relate la mission du sous-marin HMS Sea Tiger : couler un navire de guerre allemand, le Brandenburg en mer Baltique.
- 1944 :
  - Lifeboat d'Alfred Hitchcock, film américain où des naufragés se retrouvent dans un canot de sauvetage après le torpillage de leur paquebot par un sous-marin allemand dans l'océan Atlantique nord.
  - Tampico de Lothar Mendes ; un sous-marin allemand coule un pétrolier au début du film.
  - Two-Man Submarine réalisé par Lew Landers ; film américain sans synopsis connu.
  - U-Boat Prisoner de Lew Landers et Budd Boetticher ; un marin américain se fait passer pour un espion nazi à bord d'un U-Boot.
- 1947 : Les Maudits réalisé par René Clément ; film français qui montre à la fin de la guerre, la fuite de plusieurs nazis et de quelques-uns de leurs collaborateurs embarquant dans un sous-marin à destination de l'Amérique du Sud. À bord, l'atmosphère devient rapidement oppressante et les tensions s'exacerbent.
- 1949 : Landfall de Ken Annakin ; un pilote anglais est accusé d'avoir bombarder par erreur un sous marin anglais.
- 1950 :
  - La nuit commence à l'aube de Roy Ward Baker ; un sous marin anglais rentre en contact avec une mine oubliée de la guerre.
  - Mystery Submarine de Douglas Sirk ; un sous marin allemand est pourchassé par l'US Navy.
- 1951 :
  - Duel sous la mer réalisé par John Farrow ; film de guerre américain qui raconte l'histoire de Ken White, commandant du sous-marin USS Tiger Shark confronté aux remords de ses décisions durant la guerre dans le Pacifique, avant de participer à la guerre de Corée.
  - L'Équipage fantôme d'Alfred L. Werker ; un sous marin allemand prend en chasse un navire de pêche américain.
  - Opération dans le Pacifique réalisé par George Waggner ; film de guerre américain relatant l'épopée d'un équipage de sous-marin confronté à la difficulté réelle qu'eut la Marine Américaine à améliorer l'efficacité des torpilles équipant ses sous-marins après l'attaque de Pearl Harbor.
  - Casabianca réalisé par Georges Péclet ; film français retraçant l'histoire véridique du sous-marin français Casabianca, sous les ordres du capitaine de corvette Jean L'Herminier.
- 1952 : Ubåt 39 réalisé par Hampe Faustman ; film suédois sur lU-39, premier sous-marin allemand à avoir été coulé au large de l'Irlande au début de la Seconde Guerre mondiale par des destroyers britanniques.
- 1953 :
  - Le Sillage de la mort réalisé par Lew Landers ; film de guerre américain où le lieutenant Bob Bingham, abattu en mer, est secouru par un sous-marin et décide de s'engager comme sous-marinier sous les ordres du commandant Heywood.
  - La Mer cruelle réalisé par Charles Frend ; film américain où l'on voit les convois alliés attaqués par des sous-marins allemands.
  - Panique à Gibraltar réalisé par Duilio Coletti ; film franco-italien qui évoque les missions des maiali, des torpilles pilotées par des hommes, qui posent des mines en Méditerranée.
- 1954 : Tonnerre sous l'Atlantique réalisé par Duilio Coletti ; film italien montrant un sous-marin italien en mission dans l'océan Atlantique pendant la Seconde Guerre mondiale, qui coule quelques navires ennemis, tout en cherchant à sauver les naufragés en les accueillant à bord.
- 1955 :
  - Commando dans la Gironde de José Ferrer : film britannique où des commandos anglais transportés auparavant par sous-marins remontent la Gironde en kayak pour attaquer des navires ancrés dans le port de Bordeaux.
  - Opération Tirpitz réalisé par Ralph Thomas ; film britannique qui relate l'opération d'un commando britannique ayant pour mission de couler le cuirassé allemand Tirpitz, réfugié dans un fjord de Norvège, à l'aide de sous-marins.
- 1956 : L'Espion de la dernière chance film réalisé par Werner Klingler ; deux espions allemands se rendent en Amérique à bord du U-1230.
- 1957 :
  - UB 55, Corsaire de l'océan de Frank Wisbar : film allemand où trois jeunes aspirants de la marine allemande sont intégrés à l'équipage de l'U-55 en vue de torpiller les navires ennemis qui sillonnent la mer du Nord.
  - Haie und kleine Fische de Frank Wisbar ; des matelots de la Kriegsmarine s'entrainent pour servir à bord des U-Boot.
  - Hellcats of the Navy réalisé par Nathan Juran ; film américain où l'USS Starfish, un sous-marin, doit couper les lignes de ravitaillement entre le Japon et la Chine dans les eaux fortement minées du détroit de Tsushima.
  - Torpilles sous l'Atlantique réalisé par Dick Powell ; film de guerre américain qui dépeint le duel presque personnel entre un capitaine de destroyer américain et celui d'un sous-marin allemand, qui coulent mutuellement leurs navires.
  - Sea Wife réalisé par Bob McNaught ; film britannique qui relate la fuite de Singapour d'un équipage dont le bateau de guerre est coulé par un sous-marin japonais en 1942.
- 1958 :
  - L'Odyssée du sous-marin Nerka réalisé par Robert Wise ; film de guerre américain qui retrace une tactique fictive mise au point par des sous-mariniers américains dans le Pacifique durant la Seconde Guerre mondiale.
  - L'Ennemi silencieux réalisé par William Fairchild ; film britannique où à Gibraltar en 1941, le lieutenant Crabb, chargé du déminage de la rade, est envoyé en mission afin de récupérer des documents importants à bord d'un avion qui s'est écrasé dans la mer. Il décide de se servir d'un sous-marin pour infiltrer la base italienne et pour la détruire.
  - Submarine Seahawk réalisé par Spencer Gordon Bennet ; film américain dont l'intrigue raconte l'histoire d'un officier de la marine américaine qui reçoit l'ordre d'emmener son sous-marin en mission de reconnaissance pour localiser une flotte de navires de combat japonais dont les Alliés ont perdu la trace.
  - U 47 – Kapitänleutnant Prien réalisé par Harald Reinl ; film allemand qui revient sur l'histoire vraie du commandant de sous-marin Günther Prien.
  - La Dernière Torpille réalisé par Joseph Pevney ; film américain qui montre la traque fictive d'un porte-avions japonais surnommé Shinaru, responsable de nombreux dégâts dans les flottes alliées du Pacifique, par le sous-marin Greyfish.
  - Moi et le colonel réalisé par Peter Glenville : à la fin du film, les personnages principaux s'échappent de France avec un sous-marin.
- 1959 :
  - Cour martiale de Kurt Meisel : film allemand où trois marins allemands naufragés, le lieutenant Düren, l'enseigne Stahmer et le Maat Hinze, sont sauvés par un sous-marin allemand et acclamés en héros avant d'être accusés de désertion.
  - La Bataille de la mer de Corail réalisé par Paul Wendkos ; film américain où le sous-marin Dragonfish de la Marine des États-Unis a pour dangereuse mission de photographier les concentrations de navires japonais qui mouillent dans les eaux du Pacifique.
  - Orzeł réalisé par Leonard Buczkowski ; l'équipage du sous-marin polonais Orzeł tente de rejoindre l'Angleterre pour continuer le combat.
  - Opération Jupons comédie américaine par Blake Edwards ; un sous-marin nommé Tigre des Mers se voit contraint de prendre à son bord des infirmières en pleine guerre du Pacifique.
  - Up Periscope réalisé par Gordon Douglas ; film dramatique américain qui montre un commandant de sous-marin dont la mission est d'infiltrer une station radio navale japonaise sur l'île Kosrae afin de photographier un livre de codes.
  - Les Loups dans l'abîme de Silvio Amadio ; l'équipage d'un sous marin italien doit lutter lorsqu'ils sont victime d'une attaque aérienne.
- 1960 :
  - Sous dix drapeaux réalisé par Duilio Coletti ; film italo-américain dépeignant l'histoire de l’Atlantis dont l'équipage sera secouru à la fin du film par le sous-marin U-126.
  - L'Ombre de l'étoile rouge de Frank Wisbar : film allemand où le Wilhelm Gustloff, un navire-hôpital allemand, est coulé par un sous-marin soviétique qui ne laisse que de rares survivants.
- 1961 : Auf Wiedersehen d'Harald Philipp ; un U-boot est chargé de transporter des saboteur en Amérique.
- 1962 : Alerte sur le Vaillant réalisé par Roy Ward Baker ; film italien et britannique qui suit la mission d'hommes grenouilles italiens qui doivent, à l'aide de maiale, déposer des mines sur le Valiant et le Queen Elizabeth.
- 1963 :
  - Sur le pont, la marine ! réalisé par Ray Brenner et John C. Champion ; cette série télévisée met en scène les aventures de l'équipage d'un patrouilleur de l'US Navy pendant la Seconde Guerre mondiale. Les sous-marins apparaissent régulièrement.
  - Mystery Submarine réalisé par C.M. Pennington-Richards ; film britannique qui retrace la prise de l'U-153 par un navire de guerre britannique, qui retourne le sous-marin contre la Kriegsmarine avant de se faire couler plus tard par erreur par un destroyer britannique.
  - Défi à Gibraltar réalisé par Charles Frend et Bruno Vailati ; film italien et français dans lequel un capitaine de sous-marin italien tente de diriger son sous-marin dans les eaux ennemies tout en étant traqué par un commandant britannique.
  - Vino, whisky e acqua salata de Mario Amendola ; un sous marin italien coule un navire britannique.
- 1964 : The Incredible Mr. Limpet réaliser par Arthur Lubin : le héros du film a la capacité de se transformer en poisson et il aide la Marine américaine à anéantir les sous-marins nazis.
- 1965 : Morituri réalisé par Bernhard Wicki ; drame américain qui montre un saboteur anti nazi à bord d'un sous-marin allemand.
- 1968 : Le Raid suicide du sous-marin X1 réalisé par William A. Graham ; film britannique décrivant l'opération Source qui eut lieu en Norvège avec l'attaque d'un groupe de sous-marins de poche contre un cuirassé allemand.
- 1969 : L'Armée des ombres de Jean-Pierre Melville : film franco-italien sur la résistance intérieure française. Philippe Gerbier, le chef d'un groupe de résistants, est convoqué au quartier général de la France libre à Londres. Un sous-marin britannique vient le récupérer de nuit dans une calanque près de Marseille, ainsi qu'un groupe d'aviateurs britanniques abattus et cachés par une famille de patriotes, et le Grand Patron, le chef de tout le réseau de résistance.
- 1970 : L'Évasion du capitaine Schlütter de Lamont Johnson : film irlandais et britannique où des prisonniers de guerre allemands internés dans un camp en Écosse s'évadent à bord d'un U-Boot.
- 1971 : La Guerre de Murphy réalisé par Peter Yates ; film britannique centré sur la vengeance où le héros principal souhaite à tout prix faire payer les crimes d'un U-Boot qui a coulé un navire et massacré les survivants de l'équipage à la mitrailleuse (parmi lequel le héros se trouvait au début du film).
- 1972 : Komandir schastlivoy 'Schuki' réalisé par Boris Volchek ; film soviétique sur la Seconde Guerre mondiale qui montre les missions du sous-marin K-721 contre des navires allemands.
- 1977 : Operation Petticoat réalisé par Hollingsworth Morse ; sitcom américain qui est un remake du film Opération Jupons de 1959.
- 1979 : 1941 réalisé par Steven Spielberg comédie américaine où un sous-marin japonais souhaite attaquer la ville de Los Angeles et plus particulièrement Hollywood durant la paranoïa collective qui a lieu lors la véritable bataille de Los Angeles.
- 1981 : Das Boot réalisé par Wolfgang Petersen ; film allemand qui relate les aventures de l'U-96 et de son équipage durant la Seconde Guerre mondiale.
- 1985 :
  - O vozvrashchenii zabyt réalisé par Vasile Brescanu ; film de guerre dramatique soviétique, sans synopsis connu.
  - Slushat v otsekakh réalisé par Nikolay Zaseev-Rudenko ; téléfilm soviétique à propos d'un sous-marin russe qui torpille un navire ennemi durant la Seconde Guerre mondiale mais s'échoue au fond de l'océan.
- 1986 : Sekretnyi farvater réalisé par Vladimir Karansky ; film de guerre soviétique qui relate les missions d'un sous-marin dans la mer Baltique vers la fin de la Seconde Guerre Mondiale.
- 1988 : Les Orages de la guerre réalisé par Dan Curtis ; mini-série où des sous-marins combattent périodiquement des navires japonais.
- 2000 : U-571 réalisé par Jonathan Mostow ; film américain et français à suspens qui met en scène la capture de l'U-571 par les forces navales américaines dans le but d'en obtenir le matériel cryptographique.
- 2004 : Entre les mains de l'ennemi réalisé par Tony Giglio ; thriller américain où l’USS Swordfish intercepte et détruit un U-Boot. Mais la victoire est de courte durée car les marins sont eux-mêmes attaqués, et quelques survivants se retrouvent prisonniers à bord d'un sous-marin allemand, l'U-429, avant que ce dernier ne soit à son tour pris en chasse par un destroyer.
- 2005 : Lorelei, la sorcière du Pacifique réalisé par Shinji Higuchi et Cellin Gluck ; film d'animation japonais où un capitaine de sous-marin nippon reçoit la mission d'évacuer la cargaison de son submersible, alors que la guerre touche à sa fin.
- 2008 :
  - U-900 de Sven Unterwaldt Jr. : comédie allemande sur la dernière mission fictive du sous-marin U-900.
  - Die Gustloff de Joseph Vilsmaier : film allemand où un navire de transport allemand est coulé dans la mer Baltique par un sous-marin soviétique.
- 2009 : Last Operations Under the Orion réalisé par Tetsuo Shinohara ; film japonais qui représente un sous-marin de la Marine impériale japonaise, l'I-77, aux prises avec un destroyer de la marine américaine vers la fin de la Seconde Guerre mondiale.
- 2010 :
  - Le Naufrage du Laconia réalisé par Uwe Janson ; téléfilm britannique et allemand qui dépeint le torpillage du Laconia et les opérations de sauvetage qui suivirent dans des conditions terribles.
  - Idylle en eaux troubles de Thorsten Näter : téléfilm allemand romancé sur le sous-marin U-864.
- 2013 : U-864, l'arme secrète d'Hitler de Thorsten Näter : film allemand qui présente de façon romancée l'Opération Caesar.
- 2016 : USS Indianapolis: Men of Courage réalisé par Mario Van Peebles ; un navire de la Marine américaine est coulé par un sous-marin japonais, laissant 900 membres d'équipage immergés dans les eaux infestées de requins.
- 2018 : Das Boot de Johannes W. Betz et Tony Saint : série télévisée allemande retraçant l'histoire de l'U-612 durant la Seconde Guerre Mondiale.
- 2019 : U-235 (Torpedo) réalisé par Sven Huybrechts ; durant la Seconde Guerre mondiale, un groupe de résistants belges à bord d'un sous-marin allemand capturé, doivent convoyer depuis le Congo belge jusqu'à New York une cargaison de minerai d'uranium nécessaire au projet Manhattan pour fabriquer la première bombe atomique.
- 2020 : USS Greyhound : La Bataille de l'Atlantique réalisé par Aaron Schneider ; film américain décrivant la mission du commandant d'un destroyer de classe Fletcher, le USS Keeling dont la tâche consiste à protéger des convois alliés des assauts des U-Boote.
- 2022 : Operation Seawolf de Steven Luke, à la fin de la guerre, un sous marin allemand reçoit l'ordre d'aller attaquer le continent américain.

### L'action de l'œuvre est située pendant la guerre froide
Sauf indication contraire, les informations mentionnées dans cette section peuvent être confirmées par la base de données cinématographiques IMDb,  présente dans la section « Liens externes ».
- 1950 :

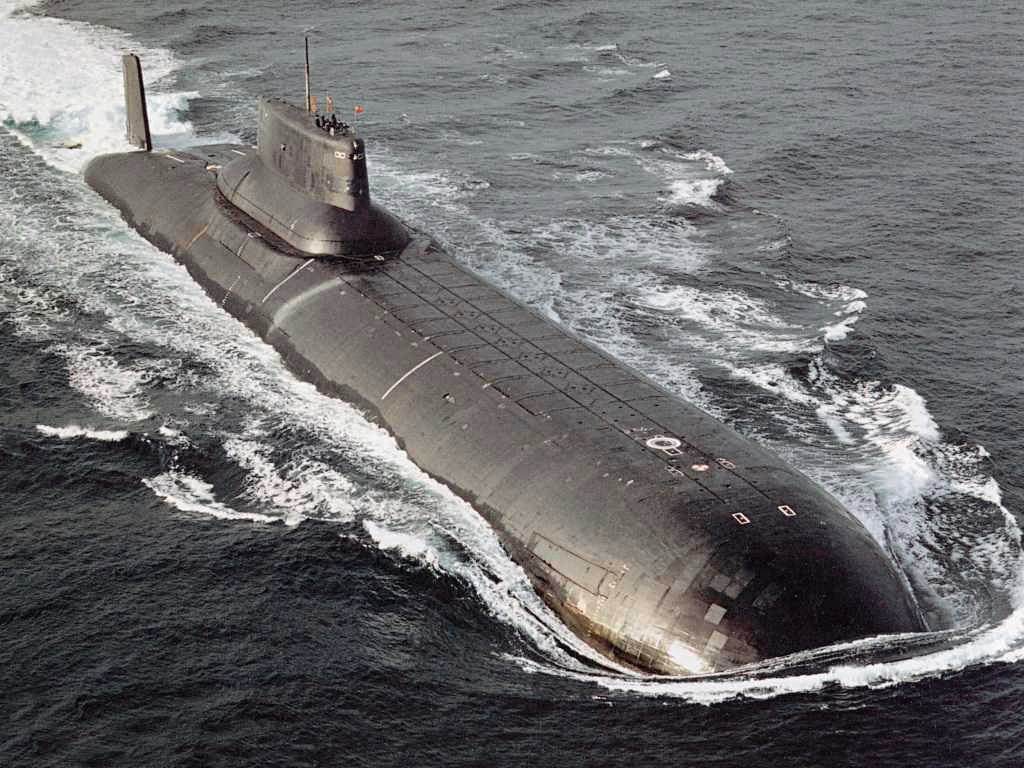
Un sous-marin de classe Typhoon, assez similaire à celui du film À la poursuite d'Octobre rouge.

  - L'Engin fantastique de Henry Levin ; des sous marins de l'US Navy mettent en scène des exercices d'attaques contre des navires de surface.
  - Mystery Submarine (en) réalisé par Douglas Sirk ; film américain qui, sur fond de thriller, dépeint un sous-marin allemand, l'U-64, toujours actif cinq ans après la fin de la Seconde Guerre mondiale et participant à un réseau d'espionnage nazi.
  - La nuit commence à l'aube réalisé par Roy Ward Baker ; film britannique où à la suite d'une explosion avec une mine oubliée de la Seconde Guerre mondiale, le HMS Trojan, un sous-marin de la Royal Navy, s'échoue au fond de l'eau en attendant des secours.
- 1953 : Trois Marins et une fille : trois marins quittent leur sous marin amarré dans la rade de New-York.
- 1954 : Le Démon des eaux troubles réalisé par Samuel Fuller ; film américain où un ancien sous-marin de la Seconde Guerre mondiale doit conduire une patrouille de reconnaissance jusqu'en Arctique pour découvrir une base secrète qui représente une menace pour le Monde.
- 1956 : Le Secret de deux océans réalisé par Konstantine Pipinashvili ; film dramatique soviétique où le sous-marin russe Pionnier enquête sur la disparation de l'Arcic, un navire russe, et du Victoire, un navire français, coulés respectivement dans l'océan Pacifique et Atlantique.
- 1959 : Le Dernier Rivage réalisé par Stanley Kramer ; film américain où l'équipage d'un sous-marin tente d'échapper aux radiations mortelles qui se propagent sur la planète à la suite du déclenchement de la Troisième Guerre mondiale.
- 1961 : Top secret - C'est pas toujours du caviar de Géza von Radványi ; à la fin du film, le héros est récupéré par un sous-marin soviétique.
- 1965 : Aux postes de combat réalisé par James B. Harris ; film britannique et américain où peu après l'affaire de Cuba, un capitaine de destroyer de la Marine américaine traque un hypothétique sous-marin de la Marine soviétique au large du Groenland au-delà de la ligne imaginaire dénommée GIUK.
- 1966 :
  - Les Russes arrivent réalisé par Norman Jewison ; film américain qui montre un sous-marin de la marine soviétique s'échouant malencontreusement sur les côtes américaines à proximité de Gloucester. Des membres de l'équipage débarquent alors dans la ville afin de récupérer un bateau pour dégager le sous-marin mais la population croit à une invasion des Russes.
  - Le Hold-up du siècle réalisé par Jack Donohue ; film américain où un groupe de chasseurs de trésors planifie l'attaque à main armée du paquebot de croisière de luxe, le Queen Mary, en utilisant un sous-marin allemand de la seconde guerre mondiale.
- 1968 : Destination Zebra, station polaire réalisé par John Sturges ; film d'espionnage américain où le commandant d'un sous-marin atomique américain reçoit l'ordre des services secrets de partir pour l'Arctique avec un Soviétique passé à l'Ouest. Ils doivent rallier Zebra, une base polaire britannique car leur mission consiste à récupérer une caméra secrète et ses films.
- 1969 : Mission impossible (série télévisée) réalisé par Bruce Geller ; Dans l'épisode 16 de la saison 4, les membres du fameux groupe droguent et enlèvent un prisonnier, avant de l'installer dans un faux sous-marin situé dans un entrepôt.
- 1970 : Du vent dans les voiles réalisé par Norman Tokar ; comédie américaine où un garde-côte de l'île Balboa (en) dans le Sud de la Californie est confronté à des voleurs de bijoux voyageant à bord d'un sous-marin.
- 1971 : Alerte sur le Wayne réalisé par Marvin J. Chomsky ; film américain décrivant un sous-marin nucléaire de l'US Navy dont le système de guidage de missile anti-balistique est saboté.
- 1977 : L'Espion qui m'aimait réalisé par Lewis Gilbert ; l'agent 007 James Bond doit faire équipe avec l'agent soviétique Anya Amasova pour retrouver des sous-marins nucléaires russes et britanniques qui ont mystérieusement disparu.
- 1978 : Sauvez le Neptune réalisé par David Greene ; film américain où après avoir percuté un cargo, un sous-marin nucléaire, le Neptune, sombre lentement dans la mer. L'équipage est indemne mais il ne leur reste plus que 48 heures d'oxygène tandis que les secours s'organisent.
- 1980 :
  - La Guerre des abîmes réalisé par Jerry Jameson ; 75 ans après avoir sombré, la cargaison du Titanic contient un métal extrêmement rare le byzanium, permettant d'obtenir assez d'énergie pour un nouveau programme de défense des États-Unis, ce qui intéresse également l'Union soviétique.
  - Virus réalisé par Kinji Fukasaku ; film japonais décrivant un monde dévasté par un virus mortel où le seul moyen de transport sûr reste le sous-marin qui relie facilement les différentes bases où se sont regroupés les survivants des forces de l'Ouest et de l'Est.
- 1982 : Incident at Map-Grid 36-80 réalisé par Mikhail Tumanishvili ; film d'action soviétique décrivant le secours d'un sous-marin américain, dont le réacteur nucléaire est défectueux, par une escadrille soviétique.
- 1983 : Jamais plus jamais réalisé par Irvin Kershner ; film anglais, américain et allemand d'espionnage où James Bond utilise un sous-marin pour suivre discrètement le Flying Saucer, navire de son adversaire.
- 1984 : Top secret ! de David Zucker : Le héros du film a pour mission secrète de détruire la flotte de sous-marins de l'Otan.
- 1986 : Le Cinquième Missile réalisé par Larry Peerce ; téléfilm italien et américain décrivant un équipage de sous-marin nucléaire devenu fou après avoir été exposé à des produits chimiques et qui pense qu'un exercice d'essai de lancement est le début d'une guerre nucléaire.
- 1987 : Russkies réalisé par Rick Rosenthal ; comédie dramatique américaine décrivant des enfants qui empêchent une invasion de l'Amérique par des sous-marins soviétiques.
- 1990 :
  - Full Fathom Five réalisé par Carl Franklin ; film d'action américain où un sous-marin américain sauve des agents secrets américains au Panama.
  - The Rift réalisé par Juan Piquer Simón ; film américain et espagnol décrivant la mission du sous-marin expérimental Siren II, envoyé pour découvrir ce qui est arrivé au Siren I disparu mystérieusement quelques années plus tôt.
  - À la poursuite d'Octobre rouge réalisé par John McTiernan ; film américain concernant un sous-marin soviétique de classe Typhoon, équipé d'un nouveau système de propulsion silencieuse qui le rend pratiquement indétectable, tentant de passer à l'Ouest.
- 1992 : Buried on Sunday réalisé par Paul Donovan ; comédie canadienne où un pécheur achète un sous-marin nucléaire et déclare que son île (fictive) au large des côtes de la Nouvelle-Écosse détient le rang d'une puissance nucléaire.
- 1995 : Silent Service réalisé par Ryôsuke Takahashi ; film d'animation japonais qui relate la mutinerie de l'équipage du tout premier sous-marin nucléaire du Japon en créant délibérément un incident international avec les États-Unis.
- 1997 : Péril en mer réalisé par David Drury ; film britannique qui relate la série de catastrophes qui se produisirent à bord du sous-marin nucléaire soviétique K-219.
- 1998 : Ghazi Shaheed réalisé par Kazim Pasha ; film dramatique pakistanais dont l'intrigue tourne autour de l'équipage du PNS Ghazi, un sous-marin pakistanais qui a coulé près de la côte de Vishakapatnam pendant la guerre indo-pakistanaise de 1971.
- 2002 : K-19 : Le Piège des profondeurs réalisé par Kathryn Bigelow ; film américain, britannique, allemand et canadien inspiré de faits réels concernant le K-19, un sous-marin nucléaire soviétique qui, en 1961, a connu une grave fuite dans son réacteur nucléaire.
- 2013 : Phantom réalisé par Todd Robinson ; Demi, un ancien capitaine de sous-marin soviétique, doit quitter sa famille pour mener une mission secrète qui détermine le sort du Monde.
- 2016 : Ave, César ! réalisée par Joel et Ethan Coen ; Comédie américaine où un agent communiste s'échappe de façon peu probable d'un sous-marin soviétique, près de la côte californienne, en pleine nuit.
- 2017 : The Ghazi Attack réalisé par Sankalp Reddy ; film indien inspiré de faits réels sur le sous-marin pakistanais, le Ghazi, qui tenta en 1971 de détruire le porte-avions indien de classe Vikrant.
- 2024 : Whiskey on the Rocks, réalisé par Henrik Jansson-Schweizer, mini série qui revient sur l'incident du sous marin soviétique U 137 en 1981.

### L'action de l'œuvre est situé après la guerre froide
Sauf indication contraire, les informations mentionnées dans cette section peuvent être confirmées par la base de données cinématographiques IMDb,  présente dans la section « Liens externes ».
- 1995 : USS Alabama réalisé par Tony Scott ; film de guerre américain dont l'intrigue se concentre sur la confrontation entre le second d'un sous-marin nucléaire lanceur d'engins américain et son commandant expérimenté, à propos de l'interprétation contradictoire d'un ordre de tir de missiles nucléaires.
- 1997: Steel Sharks réalisé par Rodney McDonald ; film américain sorti directement en vidéo dans lequel une équipe de Navy SEALs se retrouve prise au piège à bord d'un sous-marin de la marine iranienne.
- 1996 : Touche pas à mon périscope réalisé par David S. Ward ; comédie américaine montrant un commandant de sous-marin qui rêve de piloter un sous-marin nucléaire.
- 1998 :
  - Un Homer à la mer 19e épisode de la saison 9 de la série télévisée d'animation Les Simpson ; Homer rejoint l'équipage d'un sous-marin nucléaire.
  - Les Particularités de la pêche nationale réalisé par Alexandre Rogojkine ; comédie russe où l'équipage d'un sous-marin russe part à la pêche aux poissons.
- 1999 : Le monde ne suffit pas réalisé par Michael Apted ; film anglo-américain, 19e opus de la série des films de James Bond montrant un sous-marin utilisé par un groupe terroriste qui s'empare d'ogives nucléaires russes.
- 2000 : On the Beach réalisé par Russell Mulcahy ; téléfilm américain et australien qui est une nouvelle version (remake) du film Le Dernier Rivage.
- 2001 : Danger en haute mer (en) réalisé par Jon Cassar ; téléfilm américain où l'USS Lansing, un sous-marin nucléaire, reçoit pour ordre de sillonner la mer du Japon. Alors qu'il se trouve dans les profondeurs de la mer du Japon, une violente explosion se fait ressentir.
- 2002 : XXx de Rob Cohen : un mini sous marin est utilisé vers la fin du film.
- 2004 : 72 mètres réalisé par Vladimir Khotinenko ; thriller russe dépeignant la défection d'un sous-marin russe à la suite de la chute de l'URSS agissant pour échapper à la marine russe qui le pourchasse.
- 2005 : USS Poséidon réalisé par Brian Trenchard-Smith ; film américain qui montre un sous-marin de l'US Navy attaqué au large de la Corée du Nord par un sous-marin furtif qui manque de le couler.
- 2006 : Black Lagoon, épisode 4 de la saison, Die Rückkehr des Adlers ; les pirates doivent aller chercher l'épave d'un U-Boot datant de la Seconde Guerre mondiale.
- 2008 : Monk épisode Monk boit la tasse ; un meurtre est commis sur le sous-marin USS Seattle.
- 2010 : Moby Dick réalisé par Trey Stokes ; film américain où l'USS Pequod, un sous-marin de la classe Virginia modifié, va combattre Moby Dick.
- 2012 : Last Resort, série réalisé par Shawn Ryan ; série télévisée américaine qui suit l'équipage de l'USS Colorado, sous-marin nucléaire lanceur d'engins de classe Ohio de l'US Navy, impliqué dans un complot qui le force à s'installer sur l'île fictive Sainte Marina et se déclarant État souverain avec des capacités nucléaires.
- 2013 : Bart se fait avoir 25e épisode de la vingt-cinquième saison de la série télévisée Les Simpson ; le principal Skinner annonce que le meilleur élève de l'école élémentaire de Springfield pourra monter à bord d'un sous-marin lors d'une sortie scolaire.
- 2014 : Black Sea réalisé par Kevin MacDonald ; film d'aventure britannique qui suit une chasse au trésor dont le but est l'épave d'un U-Boot allemand gisant au fond de la mer Noire.
- 2017 : Fast and Furious 8 réalisé par F. Gary Gray ; film d'action américain où un sous-marin nucléaire lanceur d'engins est dérobé par le méchant du film pour faire pression sur la Communauté internationale.
- 2018 :
  - Kursk réalisé par Thomas Vinterberg ; film belge et anglais qui retrace la tragédie du naufrage du sous-marin russe K-141 Koursk.
  - Hunter Killer réalisé par Donovan Marsh ; film d'action américain où un sous-marin nucléaire d'attaque américain est envoyé au large de la péninsule de Kola en Russie pour retrouver un autre SNA américain porté disparu. Il se bat contre toute la marine russe pour tenter d'empêcher la Troisième Guerre mondiale.
  - Operation Odessa réalisé par Tiller Russell ; film documentaire américain où, dans les années 1990, un gangster russe, un espion cubain et un playboy américain combinent un plan pour vendre un sous-marin soviétique à un cartel de la drogue colombien, pour 35 millions de dollars.
- 2019 : Le Chant du loup réalisé par Antonin Baudry ; film français qui dépeint le rôle d'un officier marinier expert en détection, à bord du sous-marin nucléaire d'attaque de classe Rubis, le Titane.
- 2022 : Vigil réalisé par Tom Edge ; série policière où une policière écossaise est envoyée à bord d’un sous-marin nucléaire de la Royal Navy, le HMS Vigil, afin d'élucider une mort suspecte.
- 2024 : 
  - À toute allure réalisé par Lucas Bernard ; comédie romantique française qui dépeint l'histoire d'amour entre un steward d'une compagnie aérienne et un officier de la Marine nationale à bord d'un sous-marin nucléaire d'attaque.
  - Whiskey on the Rocks de Henrik Jansson-Schweizer ; l'histoire vraie du sous-marin soviétique U 137 qui s'échoua en 1981 sur la côte sud Suèdoise.

### Œuvres de science-fiction ou de fantastiques
Sauf indication contraire, les informations mentionnées dans cette section peuvent être confirmées par la base de données cinématographiques IMDb,  présente dans la section « Liens externes ».
- 1904 : Le Voyage à travers l'impossible réalisé par Georges Méliès ; à la fin du film les personnages reviennent sur la Terre en sous-marin.
- 1907 : Vingt Mille Lieues sous les mers réalisé par Georges Méliès ; film français adaptant le roman de Jules Verne.
- 1916 : Vingt Mille Lieues sous les mers réalisé par Stuart Paton ; film américain adaptant librement le roman de Jules Verne.
- 1923 : Le Rayon mortel de Bernard J. Durning, course poursuite en sous-marin.
- 1954 : Vingt Mille Lieues sous les mers réalisé par Richard Fleischer ; film américain adaptant le roman de Jules Verne.
- 1958 :
  - Aventures fantastiques du réalisateur tchécoslovaque Karel Zeman : ce film inclassable, pacifiste autant que poétique, mêlant dessin lithographique et prises de vues d'acteurs, est inspiré de l'univers de Jules Verne et surtout de ses illustrateurs dans les éditions originales de Jules Hetzel comme Riou ou Benett : tiré de l'inquiétant roman Face au drapeau,  il retrace la lutte contre un pirate des temps modernes, le redoutable comte d'Artigas, qui utilise un sous-marin de poche (assez semblable au très authentique  Goubet qui figure dans les Cinq sous de Lavarède de Paul d'Ivoi) pour pratiquer un lucratif terrorisme économique et devenir maître du monde. Ses adversaires échouent à infiltrer sa base secrète avec un autre sous-marin (il est vrai : propulsé par des palmes de canard mécaniques).
  - Les Aventures de Tintin, d'après Hergé ; adaptation de la bande dessinée où sert de nouveau le fameux sous-marin en forme de requin du professeur Tournesol.
- 1959 : The Atomic Submarine réalisé par Spencer Gordon Bennet ; film américain où des soucoupes volantes extraterrestres s'attaquent à toutes les marines internationales, arrêtant net le trafic naval mondial.
- 1961 :
  - Atlantis, terre engloutie de George Pal ; péplum américain s'inspirant du mythe de la cité de l'Atlantide où les héros utilisent un sous-marin pour s'échapper.
  - Le Sous-marin de l'apocalypse réalisé par Irwin Allen ; film américain où Le Neptune, un super sous-marin nucléaire de recherche conçu par l'amiral Harriman Nelson, passe ses derniers essais dans l'océan Arctique, sous les glaces du pôle Nord, lorsque survient une série de catastrophes.
- 1962 : The Three Stooges in Orbit réalisé par Edward Bernds ; comédie américaine où les protagonistes utilisent un engin mélangeant le char terrestre, l'avion et le sous-marin.
- 1963 :
  - La Quatrième Dimension épisode 2 Une tombe à 55 mètres de fond de Perry Lafferty ; l'équipage d'un destroyer américain découvre au large de l'île Guadalcanal une épave de sous-marin de l'US Navy datant de la Seconde Guerre mondiale et d'où s'échappent des coups de marteau répétés.
  - Atragon réalisé par Ishirō Honda ; film japonais où l'empire légendaire du continent perdu de Mu réapparaît pour menacer le monde et alors que les pays s'unissent pour résister, un capitaine isolé créé le plus grand sous-marin de guerre jamais vu, peut-être bien la seule défense de la Terre en surface.
- 1964 :
  - Voyage au fond des mers réalisé par Irwin Allen ; cette série américaine met en scène les aventures fantastiques du sous-marin nucléaire expérimental Neptune et de son équipage.
  - L'Escadrille sous-marine réalisé par Sylvia Anderson et Gerry Anderson ; série télévisée britannique qui suit les aventures d'une patrouille de sécurité aquatique mondiale dirigé par le capitaine Troy Tempest qui combattent les Aquaphibiens, une race de guerriers sous-marins dirigée par le roi Titan, désireux d'exterminer les Terriens afin de prendre possession de la Terre.
- 1966 :
  - Le Voyage fantastique réalisé par Richard Fleischer ; film d'aventure américain où un sous-marin miniaturisé , Le Protéus, avec son équipage va explorer le corps d'un scientifique pour lui sauver la vie en en extrayant un caillot de sang dans le cerveau. Une des attractions majeures du film est l'actrice Raquel Welch, moulée dans une très seyante combinaison de plongée d'un blanc immaculé . Le Protéus a été réalisé spécialement pour le film par le très réputé constructeur américain de canots hors bord Glastron, spécialiste des coques en matériau composite de fibre de verre et de résine polyester.
- 1967 :
  - La Revanche de King Kong réalisé par Ishirō Honda ; un sous-marin commandé par Carl Nelson arrive sur l'île de Mondo.
  - Le Dirigeable volé réalisé par Karel Zeman ; film italien et tchèque adaptant le roman de Jules Verne.
- 1968 : Yellow Submarine réalisé par George Dunning ; film d'animation britannique où le royaume enchanté de Pepperland est menacé par les Blue Meanies, un groupe musicophobe qui vole les sons et les couleurs du royaume ; heureusement, le capitaine Old Fred arrive à Liverpool et recrute John, Paul, George et Ringo qui sauvent la situation à bord d'un sous-marin jaune.
- 1969 :
  - Le Capitaine Nemo et la Ville sous-marine réalisé par James Hill ; film britannique où le capitaine Nemo et son sous-marin recueillent quelques survivants d'un navire coulé et décide de les emmener découvrir une cité sous-marine où ils pourraient passer le restant de leur vie.
  - Latitude Zero de Ishirō Honda : film japonais où trois scientifiques sont recueillis à bord d'un sous-marin qui leur fera découvrir un monde sous-marin utopique.
- 1971 :
  - La Vie privée de Sherlock Holmes réalisé par Billy Wilder ; film britannique où Mycroft Holmes explique à la reine Victoria le fonctionnement d'un submersible mais la reine trouve l'engin déloyal vis à vis d'un autre adversaire naval étant donné que l'Union Jack ne peut clairement battre pavillon.
  - L'Apprentie sorcière réalisé par Robert Stevenson ; comédie américaine où durant la Seconde Guerre mondiale en Angleterre des enfants, ayant quitté Londres à cause du Blitz, rencontrent une apprentie sorcière avec qui ils empêcheront une invasion allemande de la Grande-Bretagne à partir de sous-marins.
  - Tintin et le Lac aux requins de Raymond Leblanc ; long métrage d'animation français et belge qui adapte l'œuvre de Hergé, notamment avec le sous-marin en forme de requin du professeur Tournesol.
- 1973 :
  - L'Île mystérieuse réalisé par Juan Antonio Bardem et Henri Colpi ; mini-série française, espagnole et italienne qui adapte le roman de Jules Verne.
  - Odyssée sous la mer réalisé par Daniel Petrie ; film canadien où, à la suite d'un tremblement de terre, une station sous-marine se retrouve perdue dans les fonds marins. Un sous-marin ultraperfectionné est envoyé à sa rescousse mais rencontre de multiples dangers au cours de sa mission.
- 1974 : Le Sixième Continent réalisé par Kevin Connor ; film américain où pendant la Première Guerre mondiale, les survivants d'un sous-marin, allemands et britanniques, se retrouvent dans une île inconnue peuplée d'animaux préhistoriques au milieu de l'océan Atlantique.
- 1975 : Le capitaine Nemo réalisé par Vassili Levine ; film soviétique où les membres d'une expédition à la recherche d'un monstre marin découvrent le vaisseau du capitaine Nemo et rejoignent ce dernier.
- 1978 :
  - Le Retour du capitaine Nemo réalisé par Paul Stader ; téléfilm américain qui dépeint la découverte par l'US Navy du Nautilus en parfait état dans une faille de l'océan Atlantique ainsi que celle de son commandant, le capitaine Nemo ramené à la vie après avoir été maintenu en animation suspendue[pas clair] grâce au gel marin et qui devra combattre un savant fou.
  - Scoubidou Show série d'animation américaine ; dans l'épisode 2 de la saison 3, Bazar au triangle des Bermudes, le gang de la Mysterie Mahcine enquête sur la mystérieuse disparition d'un sous-marin par un vaisseau spatial.
- 1979 :
  - Le Secret de la banquise réalisé par Don Sharp ; des chercheurs s'intéressent au mystérieux contenu d'épaves de sous-marins allemands datant de la Seconde Guerre mondiale sur l'île aux Ours.
  - Space Carrier Blue Noah réalisé par Kazunori Tanahashi ; film japonais qui se déroule dans le futur, dans lequel un sous-marin est la dernière chance de l'humanité contre une force extraterrestre qui souhaite s'accaparer la Terre.
- 1981 : Les Aventuriers de l'arche perdue de Steven Spielberg ; film d'aventure américain contenant une scène où Indiana Jones se cache dans le kiosque du sous-marin U-26 qui se rend (heureusement, en surface et sans plonger) jusqu'à une île de la mer Égée.
- 1985 : Sherlock Holmes série d'animation japonaise de Hayao Miyazaki dans l'épisode Le Trésor de la mer ; le professeur Moriarty dérobe le tout dernier modèle d'un sous-marin de la Marine venant à peine d'être achevé. Dépassé par les évènements, l'état-major de la flotte britannique s'en remet à Sherlock Holmes.
- 1986 :
  - Krik delfina réalisé par Aleksei Saltykov ; film soviétique décrivant l'équipage d'un sous-marin nucléaire russe placé en quarantaine après avoir été contaminé par un virus qui modifie leur état mental vers un sentiment d'agressivité puis d'autodestruction.
  - L'Aventure intérieure réalisé par Joe Dante ; comédie américaine où un lieutenant de la Marine américaine se retrouve injecté, à bord d'un submersible de poche miniaturisé, dans le corps d'un employé de supermarché dépressif, complexé et hypocondriaque.
- 1989 :
  - Nadia, le secret de l'eau bleue réalisé par Hideaki Anno ; film d'animation japonais où les protagonistes se déplacent avec une réplique du Nautilus.
  - Leviathan réalisé par George Cosmatos ; film d'horreur américain et italien où des scientifiques explorant une épave de sous-marin soviétique vont être confrontés à un terrible virus.
  - MAL : Mutant aquatique en liberté réalisé par Sean S. Cunningham ; film d'horreur américain où un équipage d'une plate-forme nucléaire aquatique expérimentale utilise un sous-marin pour découvrir une créature sous-marine inconnue.
  - The Evil Below réalisé par Wayne Crawford ; film d'horreur américain dont l'intrigue tourne autour d'une mystérieuse épave de sous-marin inconnue.
  - Les Seigneurs des abîmes réalisée par Mary Ann Fisher ; film d'horreur américain où une colonie sous-marine est attaquée par des créatures terrifiantes.
  - Abyss réalisé par James Cameron ; film américain où après qu'un sous-marin américain ait coulé inexplicablement dans l'Atlantique, une équipe de recherche et de récupération américaine est envoyée mais découvrira de mystérieuses formes de vies.
- 1993 : SeaQuest, police des mers réalisé par Steven Spielberg ; cette série raconte les aventures de l'équipage du SeaQuest, un sous-marin dernier cri géant capable de se déplacer à de très grande vitesse et fonctionnant à la fusion nucléaire.
- 1997 :
  - Vingt Mille Lieues sous les mers réalisé par Rod Hardy ; mini-série américaine qui adapte le roman de Jules Verne.
  - 20,000 Leagues Under the Sea réalisé par Michael Anderson ; téléfilm britannique adaptant le roman de Jules Verne.
- 1998 :
  - Blue Submarine No.6 réalisé par Satoru Ozawa ; film d'animation japonais qui décrit un futur proche où les eaux ont submergé la planète et où l'humanité doit se battre contre des créatures hybrides à l'aide de forces sous-marines.
  - Submarine 707R réalisé par Satoru Ozawa ; film d'animation japonais où dans un futur proche les nations du monde allient leurs forces sous-marines respectives en vue de combattre une organisation terroriste.
- 1999 :
  - Flipper et Lopaka de Yoram Gross, série d'animation australienne où les personnages utilisent régulièrement un sous-marin d'exploration.
  - Le Géant de fer réalisé par Brad Bird ; film d'animation où l'USS Nautilus, un sous-marin à propulsion nucléaire de l'US Navy, reçoit l'ordre de lancer une frappe nucléaire contre le héros du film qui se sacrifie en détruisant le missile en plein vol.
  - Peur bleue ; film américain où une équipe de scientifiques s'échappe à bord d'un sous-marin pourchassé par des requins génétiquement modifiés.
  - Star Wars, épisode I : La Menace fantôme : Lorsque Qui-Gon Jinn, Obi-Wan Kenobi et Jar Jar Binks se rendent à Otoh Gunga en sous-marin.
- 2000 :
  - Johnny Bravo de Van Partible dans l'épisode 9 de la saison 3, 20 000 clams sous les mers ; Johnny, après s'être fait aspirer par un sous-marin, rencontre une environnementaliste nommée Debbie Nemo.
  - Action Man série d'animation réalisé par Hasbro : le méchant de la série, le Docteur X, se déplace à l'aide d'un sous-marin qui lui sert également de laboratoire.
- 2001 :
  - Samouraï Jack de Genndy Tartakovsky dans l'épisode 9 de la saion 1 ; Jack se rend en sous-marin dans les profondeurs de l'océan à Oceanis, une cité sous-marine, à la recherche d'un portail temporel.
  - Atlantide, l'empire perdu réalisé par Gary Trousdale ; film d'animation américain où les protagonistes utilisent le sous-marin Ulysse pour se rendre dans la Cité engloutie de l'Atlantide avant d'être attaqués par un monstre marin mécanique, le Léviathan.
- 2002 :
  - Jackie Chan dans l'épisode The New Atlantis ; les héros doivent se rendre en sous-marin jusqu'à la Cité de l'Atlantis.
  - Nom de code : Kids Next Door série d'animation américaine réalisée par Tom Warburton dans laquelle le méchant M. Boss possède un super sous-marin avec lequel il s'attaque aux kids next door.
  - Abîmes réalisé par David Twohy ; film américain où l'équipage du sous-marin USS Tiger Shark est confronté à une menace surnaturelle.
  - Dinotopia mini série réalisé par Marco Brambilla ; le méchant de la série, Cyrus Crabb, tente sans succès de s'échapper de l'île Dinotopia à l'aide d'un sous-marin de son invention.
- 2003 :
  - Les Tortues Ninja ; dans cette série d'animaion, les tortues utilisent fréquemment un sous-marin pour se déplacer.
  - Vil Con Carne de Maxwell Atoms ; Dans cette série d'animation, l'organisation du diabolique Hector Con Carne utilise des sous-marins pour ses opérations de domination mondiale.
  - La Ligue des gentlemen extraordinaires réalisé par Stephen Norrington ; film britannique, allemand et américain qui adapte le roman graphique d'Alan Moore et de Kevin O'Neill où les protagonistes se déplacent à bord du Nautilus du capitaine Nemo.
  - Code Lyoko, série d'animation française réalisé par Jérôme Mouscadet ; les héros utilisent un sous-marin virtuel baptisé Skidbladnir, en référence au bateau légendaire de la mythologie nordique.
  - La Brigade des contes de fées dans l'épisode La Petite Sirène est Amoureuse ; le Docteur Claude transforme une voiture de police en sous-marin.
- 2004 :
  - La Vie aquatique réalisé par Wes Anderson ; film américain qui parodie l'océanographe français Jacques-Yves Cousteau et ses explorations de la vie sous-marine.
  - Steamboy réalisé par Katsuhiro Ōtomo ; film d'animation japonais qui décrit un monde où les machines à vapeur ont le vent en poupe avec toute sortes d'inventions telles que des embryons de sous-marins.
  - Angel, série télévisée réalisée par Terrence O'Hara dans l'épisode Le Sous-marin ; le héros doit secourir un commando américain qui a dérobé un prototype de sous-marin allemand mais qui se heurte à des problèmes d'une nature inconnue.
- 2005 :
  - Sahara de Breck Eisner ; film d'aventure où des chercheurs de trésors sont à la recherche du Merrimack.
  - Camp Lazlo de Joe Murray dans l'épisode 13 de la saison 2 ; les scouts du camp haricot souhaitent vendre des haricots à la place de cookies et en font la promotion au moyen d'un sous-marin.
  - Tide-Line Blue réalisé par Satoru Ozawa et Umanosuke Iida ; série d'animation où, à la suite d'une catastrophe sans précédent, 90 % de la planète est plongé sous la mer, provoquant la mort de six milliards d'humains et faisant du sous-marin le seul moyen de transport pour les survivants.
- 2006 :
  - Pirates des Caraïbes : Le Secret du coffre maudit de Gore Verbinski : le navire de Davy Jones, le Hollandais volant, est capable de plonger et de naviguer sous l'eau.
  - Alerte solaire réalisé par Paul Ziller ; ce téléfilm aborde la thématique du changement climatique avec le lancement de missiles nucléaires depuis des sous-marins sur la banquise afin d'y libérer de la vapeur qui éteindra le méthane brûlant causé par les éjections de masse coronale[Quoi ?].
- 2007 : Phinéas et Ferb de Dan Povenmire et Jeff « Swampy » Marsh, plusieurs épisodes de cette série se déroulent sous l'eau à bord de sous-marin.
- 2008 :
  - Les Merveilleuses Mésaventures de Flapjack de Thurop Van Orman ; dans l'épisode La Course, Flapjack, le capitaine Flibuste et Bubule se lancent dans une course contre un sous-marin ressemblant au Nautilus.
  - Les Griffin dans l'épisode Voyage en Allemagne de Seth MacFarlane : Stewie, Bryan et Mortimer volent un sous-marin allemand de la Seconde Guerre mondiale pour échapper aux nazis.
  - Les Pingouins de Madagascar : dans certains épisodes, les pingouins utilisent un sous-marin durant leurs missions.
  - Ghostboat réalisé par Stuart Orme ; téléfilm britannique qui montre un sous-marin fantôme sans équipage ayant disparu des années plus tôt.
- 2009 :
  - Warehouse 13 de Jane Espenson ; série où dans l'épisode 19 de la saison 4 le sous-marin fictif l'USS Squalus est au cœur de l'intrigue.
  - G.I. Joe : Le Réveil du Cobra de Stephen Sommers : film américain présentant une gigantesque bataille entre plusieurs sous-marins de différentes tailles s'affrontant au pôle Sud.
  - The Land That Time Forgot réalisé par C. Thomas Howell ; film américain qui est le remake du film le Sixième Continent.
  - Arpeggio of Blue Steel réalisé par Ark Performance ; film d'animation japonais qui décrit un monde où la navigation sur mer est devenue impossible en raison d'une mystérieuse flotte sous-marine qui coule les navires durant leurs voyages.
  - Mega Shark vs. Giant Octopus réalisé par Jack Perez ; film américain où un sous-marin océanographe expérimental est témoin de la libération de deux monstres préhistoriques d'un glacier.
- 2011 : X-Men : Le Commencement de Matthew Vaughn : film américain qui dépeint la crise des missiles où les missiles des sous-marins soviétiques sont détournés par les méchants du film.
- 2012 : Wakfu de Ankama Animations ; dans l'épisode 23 Les Griffes pourpres de la saison 2, les héros sont sauvés par l'arrivée d'une armée transportée par sous-marins.
- 2013 : Doctor Who, série britannique, épisode Destruction mutuelle assurée ; le Docteur et Clara se retrouvent embarqués dans un sous-marin nucléaire soviétique, à combattre un martien qui pourrait déclencher la troisième guerre mondiale.
- 2014 : Tom et Jerry Show de William Hanna et Joseph Barbera, épisode Tous à l'eau ; Tom qui souhaitait se détendre à la plage percute un sous-marin.
- 2015 :
  - Sous les mers série télévisée d'animation produite par Nerd Corps Entertainment ; série d'animation française qui suit les aventures de la famille Nekton, des explorateurs sous-marins qui parcourent les océans à bord de l'Aronnax, leur sous-marin, à la recherche d’un endroit caché et inconnu : la Lémurie.
  - Avril et le Monde truqué réalisé par Franck Ekinci ; film d'animation français où les protagonistes peuvent déclencher un système de sécurité qui transforme leur maison en machine sous-marine.
- 2016 : Le Show de M. Peabody et Sherman dans l'épisode 7 de la saison 3 Chasse à la souris / David Bushnell où nos héros rencontrent David Bushnell, l'inventeur du Turtle.
- 2018 :
  - Aquaman réalisé par James Wan ; film américain où le héros sauve l'équipage d'un sous-marin russe de classe Akoula.
  - Pomme & Oignon de George Gendi ; dans un épisode de la série, les héros se déplacent à bord d'un sous-marin dans les égouts de la ville.

## Documentaire et reportages sur les sous-marins
- 1917 : 
  - Graf Dohna und seine Möwe de Kapitänleutnant Wolf ; documentaire suisse sur la guerre navale durant la Première Guerre mondiale.
  - La Ceinture enchantée (Der magische Gürtel) : documentaire allemand de Hans Brennert créé à des fins de propagande avec l'U-35 en mission en Méditerranée.
- 1934 : British Pathé : reportage d'actualité montrant la mise à l'eau du tout dernier sous-marin de la Royal Navy, le HMS Severn.
- 1945 : British Pathé : reportage d'actualité montrant l'arrivée de l'U-776 à Londres, dans la Tamise, après sa prise, pour être amarré aux quais de Westminster en vue d'une inspection.
- 1968 : Les Grandes Batailles série d'émissions télévisées historiques de Daniel Costelle, Jean-Louis Guillaud et Henri de Turenne ; l'épisode La Bataille de l'Atlantique présente des images d'époque, ainsi que d'anciens sous-mariniers se remémorant leurs missions à bord des sous-marins.
- 1994 : C'est pas sorcier, épisode Silence, on coule ! (les sous-marins) ; Sabine et Fred visitent un sous-marin militaire et présentent les postes-clés et les équipements indispensables à la marche d'un tel submersible.
- 2000 :
  - La Bataille de l'Atlantique : Doenitz vs Horton produit par Vadisédition ; ce documentaire britannique revient sur les moments cruciaux de la bataille de l'Atlantique, rappelant les meutes de loups du Grand Amiral Karl Dönitz, inventeur de cette tactique, ainsi que les destroyers britanniques dirigés par l'amiral Max Kennedy Horton qui sauvent bien des convois alliés.
  - Dangerous Missions, série documentaire de Mike Mathis : ce documentaire montre les premiers succès des U-Boote de la Seconde Guerre mondiale, leurs stratégies et leurs développements ainsi que la stratégie de lutte anti-sous-marine des Alliés.
  - C'est pas sorcier, épisode Les sous-marins nucléaires ; Sabine et Fred visitent le Saphir, un sous-marin nucléaire d'attaque.
- 2002 :
  - Battle of the Atlantic série documentaire de BBC : ce documentaire présente les efforts et les moyens de la marine de guerre nazie pour perturber la navigation alliée par des attaques conduites par des sous-marins, ainsi que la riposte alliée pour empêcher ces actions.
  - Le Destin du Koursk réalisé par Jean Afanassieff ; ce documentaire expose la tragédie du naufrage du sous-marin nucléaire russe K-141 Koursk.
- 2005 : La Guerre froide sous-marine de Dirk Pohlmann : documentaire dépeignant la guerre froide au travers de témoignages de sous-mariniers de l'époque, dans chaque camp.
- 2006 :
  - Sous-Marin de Jean Gaumy, documentaire décrivant la vie à bord d'un sous-marin nucléaire d'attaque en plongée durant quatre mois, lors d'une mission secret-défense vers le cercle Arctique.
  - Operación Úrsula (El misterio del submarino C-3) de José Antonio Hergueta : ce documentaire évoque un épisode de la guerre civile espagnole, celui du sous-marin républicain C-3, victime de l'U-34 qui le coule le 12 décembre 1936.
- 2007 : U-864, le dernier secret d'Hitler de Marc Brasse : documentaire français relatant l'histoire de l'U-864.
- 2009 : La Mystérieuse Disparition du sous-marin soviétique K-129 de Dirk Pohlmann : documentaire sur les causes et les circonstances qui firent sombrer le K-129, à l'aide de témoignages de contemporains de la tragédie.
- 2011 :
  - Sous la banquise à bord du Nautilus - Le voyage dans l’Arctique de Sir Hubert Wilkins réalisé par Hans Fricke et Sebastian Fricke ; ce documentaire porte sur l'expédition arctique du Nautilus de Sir Hubert Wilkins vers le pôle Nord en 1931.
  - C'est pas sorcier, épisode Les Sous-marins de la dissuasion ; visite de l’île Longue qui abrite la plus secrète et la plus stratégique des bases de la marine nationale d'où partent les sous-marins nucléaires français.
- 2013 :
  - Guerre froide sous les mers réalisé par David Belton ; ce documentaire britannique présente le rôle que jouèrent durant la guerre froide les flottes de sous-marins nucléaires du Bloc de l'Ouest et de celui de l'Est, qui en état d'alerte permanent se traquaient et s'espionnaient en étant toujours prêtes à chaque instant à déclencher une frappe nucléaire.
  - U-455, le sous-marin disparu de Stéphane Bégoin ; documentaire qui révèle l'histoire de l'U-455 et la cause de sa disparition.
- 2016 :
  - L'Affaire du sous-marin rouge réalisé par Hubert Béasse. Ce documentaire aborde l'arrivée en août 1937, durant la guerre civile espagnole, d'un sous-marin espagnol républicain qui fait escale dans le port de Brest, avec à son bord des réfugiés[réf. nécessaire].
  - Sous-marins, fleurons de la marine française réalisé par Thomas Risch et Jean-Joël Gurviez ; ce documentaire français explore le monde de la Marine nationale au travers de prouesses technologiques et d'exploits humains dans la construction de navires et de sous-marins nucléaires.
- 2017 : Des hommes sous la mer réalisé par le Journal de la Défense ; ce reportage présente la vie à bord d'un sous-marin nucléaire français, Le Terrible.
- 2018 : 39-45 : Batailles sous les mers réalisé par Ian Herring ; cette série documentaire en 12 épisodes présente les missions des sous-marins durant la Seconde Guerre Mondiale sur toutes les mers.
- 2019 :
  - 39-45 L'histoire des bases sous-marines de Kévin Accart : l'histoire des cinq sites de ports français transformés en abris bétonnés par la Kriegsmarine pour ses sous-marins.
  - Les Sous-marins de la France libre de Anna Shwarz : l'histoire méconnue de cinq sous-marins français, le Rubis, le Narval, la Minerve, le Surcouf et la Junon, qui ont continué à combattre pour la France.
- 2020 :
  - Sous-marins (1/2) Le Mythe des profondeurs et Sous-marins (2/2) Risque en eau profonde réalisé par Tanja Dammertz et Anja Kindler ; Ce documentaire revient sur l'histoire du développement des tout premiers sous-marins jusqu'à ceux d'aujourd'hui.
  - Le Bateau - L’histoire d’une superproduction sous-marine réalisé par Georg Grill et Sven Femerling ; ce documentaire commente la réalisation du film Das Boot de Wolfgang Petersen.